# Vintilă Brătianu
Vintilă Brătianu (ur. 16 września 1867, zm. 22 grudnia 1930) – rumuński polityk.
Był synem premiera Iona Brătianu i bratem Iona, jeden z liderów Partii Narodowo-Liberalnej. 15 sierpnia 1916 objął stanowisko ministra wojny. Funkcję tę pełnił do lipca 1917. Następnie krótko był ministrem bez teki (lipiec 1917) i ministrem uzbrojenia (lipiec 1917-styczeń 1918). Od 19 stycznia 1922 do 29 marca 1926 ponownie wchodził w skład rządu (jako minister finansów). Resortem finansów kierował również od 22 czerwca 1926 do 10 listopada 1928. 24 listopada 1927 stanął na czele rady ministrów. Kierował nią do 10 listopada 1928. Przychylnie odnosił się do kwestii objęcia tronu rumuńskiego przez pozbawionego prawa do korony księcia Karola, późniejszego Karola II.